# Karera Jangga
Karera Jangga is een bestuurslaag in het regentschap Oost-Soemba van de provincie Oost-Nusa Tenggara, Indonesië. Karera Jangga telt 992 inwoners (volkstelling 2010).